# Lillo (kommun)
Lillo är en kommun i Spanien.   Den ligger i provinsen Toledo och regionen Kastilien-La Mancha, i den centrala delen av landet, 80 km söder om huvudstaden Madrid. Antalet invånare är 3 114. Arean är 151 kvadratkilometer. Lillo gränsar till La Guardia.
Terrängen i Lillo är platt.